# Çetrik, Şalpazarı
Çetrik là một xã thuộc huyện Şalpazarı, tỉnh Trabzon, Thổ Nhĩ Kỳ. Dân số thời điểm năm 2011 là 152 người.